# محمدرضا جلایی‌پور

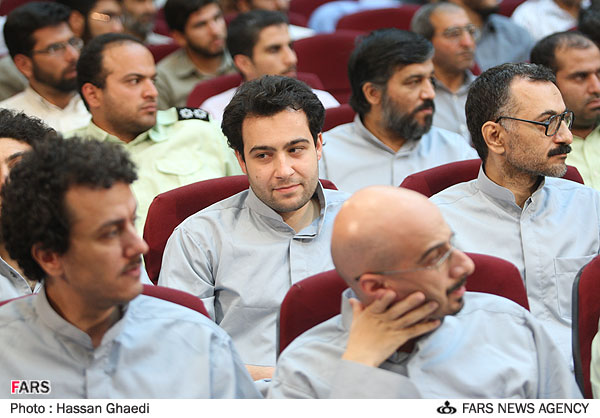
جلایی‌پور (وسط) در دادگاه معترضین اعتراضات ۱۳۸۸

محمّدرضا جلایی‌پور (متولد ۱۳۶۱) پژوهشگر اجتماعی، کنشگر مدنی و فعال سیاسی اصلاح‌طلب ایرانی است. او قائم‌مقام معاونت راهبردی رئیس‌جمهور ایران است.
از سوابق جلایی‌پور می‌توان به تحصیل و پژوهش در دانشگاه تهران، مدرسهٔ اقتصادی و علوم سیاسی لندن، دانشگاه آکسفورد، دانشگاه پرینستون و دانشگاه هاروارد، طراحی پویش موج سوم و هدایت کمپین‌های انتخاباتی و غیرانتخاباتی از ۱۳۸۸ تا امروز، عضو حقیقی جبههٔ اصلاحات ایران، عضو شورای راهبری انتخاب کابینهٔ دولت چهاردهم، رتبهٔ یک کنکور سراسری سال ۸۰، مدال طلای المپیاد ادبی و ترجمه و تالیف کتاب‌ها و یادداشت‌های سیاسی و جامعه‌شناختی اشاره کرد. او همچنین فرزند حمیدرضا جلایی‌پور جامعه‌شناس ایرانی است.

## زندگی
محمدرضا جلایی‌پور، فرزند حمیدرضا جلایی‌پور، در سال ۱۳۶۱ در تهران به دنیا آمد. در سال ۱۳۷۹، مدال طلای المپیاد ادبی و در سال ۱۳۸۰، رتبهٔ اول آزمون سراسری را در رشتهٔ علوم انسانی به دست آورد. جلایی‌پور دورهٔ کارشناسی را در دانشگاه تهران
و دورهٔ کارشناسی ارشد را در مدرسهٔ علوم اقتصادی و سیاسی لندن گذراند. سپس وارد دورهٔ دکتری در کالج سنت‌آنتونی دانشگاه آکسفورد شد. همچنین مدتی پژوهشگر همکار در گروه مطالعاتی پرینستون-آکسفورد بود و یک دورهٔ پژوهشی هم در دانشگاه هاروارد گذراند.
جلایی‌پور مدیر و طراح پویش موج سوم (کمپین حمایت از محمد خاتمی و میرحسین موسوی) در انتخابات ۱۳۸۸ بود.

### بازداشت در سال ۱۳۸۸ و ۱۳۸۹
جلایی‌پور در سال ۱۳۸۸ و ۱۳۸۹ به دلیل فعالیت‌هایش در انتخابات ۸۸ سه بار بازداشت شد و مجموعاً ۵ ماه را در بازداشت انفرادی به سر برد. 
به گفتهٔ رسانه‌های منتسب به جمهوری اسلامی، جلائی‌پور به خاطر اداره پویش موج سوم بازداشت شد. در همین راستا،‌ سایت جرس از حضور فعالانهٔ جلایی‌پور در کمپین انتخاباتی میرحسین خبر می‌دهد. نام او در دادگاه‌های متهمان موسوم به فتنهٔ ۸۸ نیز مطرح می‌شد. او اولین بار در ۲۷ خرداد ۱۳۸۸ در فرودگاه امام خمینی بازداشت شد و پس از سه ماه با قید وثیقه ۲۰۰ میلیونی آزاد گردید. بازداشت دوم او مربوط به آبان ۱۳۸۸ بود که در جریان شرکت وی در مراسم دعای کمیل در خانهٔ مادر همسر شهاب طباطبایی (از بازداشت‌شدگان اعتراضات آن سال‌ها) مجدد دستگیر شد و ۴۸ ساعت بعد از بازداشت رها شد. بازداشت بعدی در ۲۴ خرداد ۱۳۸۹ انجام گرفت و بعد از چند ماه بازداشت در سلول انفرادی آزاد شد.
همهٔ این پرونده‌ها با حکم تبرئه مواجه شد. در دوران حبس جلایی‌پور، مارگارت مک‌میلان طی نامه‌ای خطاب به رهبر جمهوری اسلامی، درخواست آزادی او را مطرح کرد.

### بازداشت در سال ۱۳۹۷
در تاریخ ۲۹ فروردین ۱۳۹۷ به خاطر فعالیت‌هایش در کمپین‌های انتخاباتی و غیر انتخاباتی ۱۳۹۲ تا ۱۳۹۶ پس از خروج از دفتر سیدمحمد خاتمی در تهران، بازداشت شد.‌ گفته شده است که او با حکم دادستانی در دادسرای ناحیه ۲۳ و توسط حفاظت اطلاعات سپاه بازداشت شده بود. در تاریخ ۱۲ تیر ۱۳۹۷ پس از ۷۷ روز بازداشت با تودیع وثیقه ۵۰۰ میلیون تومانی از زندان اوین آزاد شد.
در سال ۱۳۹۹ خبرهایی از تشکیل یک پرونده دیگر برای جلایی پور منتشر شد.

### بازداشت در سال ۱۴۰۱
جلایی‌پور بار دیگر در مهر ۱۴۰۱ و هم‌زمان با اعتراضات سراسری ۱۴۰۱ پس از مرگ مهسا امینی بازداشت شد. جلایی در دادگاه، به اتهام تبانی به قصد اقدام علیه امنیت ملی و همچنین فعالیت تبلیغی علیه نظام مورد محاکمه قرار گرفت و سرانجام با تایید حکم دادگاه بدوی در دادگاه تجدیدنظر، مجرم شناخته شد و به تحمل ۱ سال حبس محکوم شد.‌ او برای تحمل حبسش، از ۱ مهر ۱۴۰۱ خود را به زندان معرفی کرد.‌ پیشتر اعلام شده بود که وی مجموعا به ۴ سال و ۳ ماه زندان محکوم شده است.‌ وی در اسفند ۱۴۰۱ به مرخصی آمد و پس از تحمل یک سال حبس، در آستانهٔ تبرئه در اعادهٔ دادرسی و آزادی مشروط بعد از گذراندن یک‌سوم حبس مشمول عفو شد و در ۱۲ مهرماه ۱۴۰۲ از زندان آزاد شد.

### دولت پزشکیان
پس از پیروزی مسعود پزشکیان در انتخابات ریاست جمهوری ۱۴۰۳ ایران، جلایی‌پور به پیشنهاد محمدجواد ظریف، برای عضویت شورای راهبری تعیین کابینه انتخاب شد. او در بهمن ۱۴۰۳ به‌عنوان قائم‌مقام ظریف در معاونت راهبردی ریاست جمهوری منصوب شد.

## آثار
جلایی‌‌پور مقالات متعددی را در مجلاتی چون آیین، سخن و روزنامه‌های شرق و اعتماد نوشته است که برخی از آنها مصاحبه بوده‌اند. همچنین مقالاتی هم در ضرورت عدالتجو و عدالتخواه شدن اصلاحات نوشته است.
- چشم‌اندازهای جهانی، آنتونی گیدنز، ترجمهٔ محمدرضا جلایی‌پور، تهران: طرح نو‏‫، ۱۳۸۸
- دین و نظریهٔ اجتماعی، تهران: کویر، ۱۳۹۲